# Irene Schroll
Irene Schroll (* 1966 in Traunstein) ist eine frühere deutsche Skilangläuferin und Biathletin.

## Leben und Leistungen
Irene Schroll vom SC Vachendorf wurde im Skilanglauf 1986 bayerische Meisterin bei den Juniorinnen und den Frauen über 10 Kilometer Klassisch und mit der Juniorinnenstaffel deutsche Vizemeisterin. 1993 wurde sie nochmals Bayerische Meisterin über 15 Kilometer Klassisch. Schroll gehörte gegen Ende der 1980er und zu Beginn der 1990er Jahre zum bundesdeutschen Biathlon-Nationalkader. 1990 startete sie in Minsk bei ihrer ersten und einzigen Biathlon-Weltmeisterschaften und wurde 15. des Sprintrennens, wurde mit Inga Kesper und Petra Schaaf Achte mit der Staffel und gewann im Mannschaftswettbewerb mit Daniela Hörburger, Kesper und Schaaf hinter der Mannschaft der Sowjetunion die Silbermedaille. Bei den Deutschen Meisterschaften gewann sie 1989 die Titel im Sprint und mit der Staffel Bayerns, 1990 den Titel im Einzel. 1990 und 1993 wurde Schroll als beste bayerische Biathletin des Jahres mit dem Silbernen Ski ausgezeichnet.
Schroll arbeitet als Garten- und Landschaftsbauerin und gibt im Winter auch Langlaufkurse. Nach ihrer aktiven Karriere gewann sie mehrere Volksläufe im Skilanglauf und startete bei mehreren Marathons und anderen Straßenläufen.

## Biathlon-Weltcup-Platzierungen
Die Tabelle zeigt alle Platzierungen (je nach Austragungsjahr einschließlich Olympische Spiele und Weltmeisterschaften).
- 1.–3. Platz: Anzahl der Podiumsplatzierungen
- Top 10: Anzahl der Platzierungen unter den ersten zehn (einschließlich Podium)
- Punkteränge: Anzahl der Platzierungen innerhalb der Punkteränge (einschließlich Podium und Top 10)
- Starts: Anzahl gelaufener Rennen in der jeweiligen Disziplin

| Platzierung                 | Einzel | Sprint | Verfolgung | Massenstart | Team | Staffel | Gesamt |
| --------------------------- | ------ | ------ | ---------- | ----------- | ---- | ------- | ------ |
| 1. Platz                    |        |        |            |             |      |         |        |
| 2. Platz                    |        |        |            |             | 1    |         | 1      |
| 3. Platz                    |        |        |            |             |      |         |        |
| Top 10                      |        |        |            |             | 1    | 1       | 2      |
| Punkteränge                 |        | 1      |            |             | 1    | 1       | 3      |
| Starts                      |        | 1      |            |             | 1    | 1       | 3      |
| Stand: Daten nicht komplett |        |        |            |             |      |         |        |